# مارتن هوديك
مارتن هوديك (بالتشيكية: Martin Hudec) هو لاعب كرة قدم تشيكي في مركز قلب الدفاع، ولد في 15 أبريل 1982 في زنويمو في جمهورية التشيك. شارك مع منتخب التشيك تحت 17 سنة لكرة القدم ومنتخب جمهورية التشيك تحت 21 سنة لكرة القدم. أما مع النوادي، فقد لعب مع زبرويوفكا برنو ونادي أوسنابروك ونادي سيغما أولوموتس ونادي كارلسروه ونادي كوبلنتس.

## وصلات خارجية
- مارتن هوديك على موقع الاتحاد التشيكي (الإنجليزية)
- مارتن هوديك على موقع قاعدة بيانات كرة القدم.إي يو (الإنجليزية)
- مارتن هوديك على موقع عالم كرة القدم.نت (الإنجليزية)